# Carlos Jáuregui (ajedrecista)
Carlos Jáuregui Andrade (Santiago de Chile, 14 de septiembre de 1932-Milán, 8 de marzo de 2013) fue un maestro de ajedrez chileno-canadiense.
En 1953 ocupó el 18 lugar en el Mar del Plata (Svetozar Gligorić ganó). En 1954, quedó en la posición 22 en el torneo de Mar del Plata/Buenos Aires (zonal; Oscar Panno ganó). En 1959, terminó octavo en Lima (Borislav Ivkov y Ludek Pachman ganaron). En 1959, empató por el séptimo–octavo lugar en Santiago de Chile (Ivkov y Pachman ganaron), y derrotó a Bobby Fischer en el duelo individual que llevaron a cabo.
Jáuregui representó a Chile en dos Olimpíadas de Ajedrez: en Moscú 1956 y Tel Aviv 1964.
También representó a Chile en el 1r Campeonato de Ajedrez Panamericano por Equipos en Tucumán en 1971, donde obtuvo el mejor resultado individual en la tabla de reserva (igualó con Samuel Schweber de Argentina y Hernández de Cuba).
Nacido en Santiago de Chile, durante la década de 1970 se mudó a la provincia canadiense de Nova Scotia. En 1977, se coronó Campeón Atlántico. Participó en el Campeonato Canadiense de Ajedrez de los años 1978, 1981 y 1987. Murió el 8 de marzo de 2013, en Milán (Italia).